# فهرست شهرهای ویرجینیا
فهرست کامل شهرهای مستقل در ویرجینیا ایالات متحده آمریکا.
۳۹ شهر مستقل از سال ۲۰۰۵ در ایالت ویرجینیا وجود دارد. بسیاری از شهرک‌ها جمعیتی بیش از شهرها دارند اما مستقل نیستند و وابسته به یک شهرستان مادر یا چند شهرستان هستند.
| ردیف | شهر مستقل         | جمعیت در ۲۰۱۰ |
| ---- | ----------------- | ------------- |
| ۱    | ویرجینیابیچ       | ۴۳۷٬۹۹۴       |
| ۲    | نورفوک، ویرجینیا  | ۲۴۲٬۸۰۳       |
| ۳    | چساپیک            | ۲۲۲٬۲۰۹       |
| ۴    | ریچموند، ویرجینیا | ۲۰۴٬۲۱۴       |
| ۵    | نیوپورت نیوز      | ۱۸۰٬۷۱۹       |
| ۶    | الکساندریا        | ۱۳۹٬۹۶۶       |
| ۷    | همپتون            | ۱۳۷٬۴۳۶       |
| ۸    | رونوک             | ۹۷٬۰۳۲        |
| ۹    | پورثموث           | ۹۵٬۵۳۵        |
| ۱۰   | سافک              | ۸۴٬۵۸۵        |
| ۱۱   | لینچبرگ           | ۷۵٬۵۶۸        |
| ۱۲   | هریسونبرگ         | ۴۸٬۹۱۴        |
| ۱۳   | شارلوتزویل        | ۴۳٬۴۷۵        |
| ۱۴   | دنویل             | ۴۳٬۰۵۵        |
| ۱۵   | مناسس             | ۳۷٬۸۲۱        |
| ۱۶   | پیترزبورگ         | ۳۲٬۴۲۰        |
| ۱۷   | وینچستر           | ۲۶٬۲۰۳        |
| ۱۸   | سلیم              | ۲۴٬۸۰۲        |
| ۱۹   | فردریکزبرگ        | ۲۴٬۲۸۶        |
| ۲۰   | استنتون           | ۲۳٬۷۴۶        |
| ۲۱   | هوپ‌ول             | ۲۲٬۵۹۱        |
| ۲۲   | فیرفکس            | ۲۲٬۵۶۵        |
| ۲۳   | وینزبورو          | ۲۱٬۰۰۶        |
| ۲۴   | بریستول           | ۱۷٬۸۳۵        |
| ۲۵   | کولونیال هایتز    | ۱۷٬۴۱۱        |
| ۲۶   | ردفورد            | ۱۶٬۴۰۸        |
| ۲۷   | مناسس پارک        | ۱۴٬۲۷۳        |
| ۲۸   | ویلیامزبرگ        | ۱۴٬۰۶۸        |
| ۲۹   | مارتینزویل        | ۱۳٬۸۲۱        |
| ۳۰   | فالز چرچ          | ۱۲٬۳۳۲        |
| ۳۱   | پاکوسن            | ۱۲٬۱۵۰        |
| ۳۲   | فرانکلین          | ۸٬۵۸۲         |
| ۳۳   | گالاکس            | ۷٬۰۴۲         |
| ۳۴   | لکسینگتون         | ۷٬۰۴۲         |
| ۳۵   | بوینا ویستا       | ۶٬۶۵۰         |
| ۳۶   | بدفورد            | ۶٬۲۲۲         |
| ۳۷   | کاوینگتون         | ۵٬۹۶۱         |
| ۳۸   | امپوریا           | ۵٬۹۲۷         |
| ۳۹   | نورتون            | ۳٬۹۵۸         |